# Bisbat de Vladivostok
El bisbat de Vladivostok (rus: Владивостокская епархия (католическая), llatí: Dioecesis Vladivostokensis) és una seu suprimida de l'Església Catòlica a Rússia.

## Territori
La diòcesi comprenia els antics oblasts de l'Imperi Rus de, delimitats pel riu Amur,, a l'est de Sibèria, a més de la part russa de l'illa de Sakhalín.
La seu episcopal era la ciutat de Vladivostok, on es troba l'església de la Mare de Déu feia de catedral.

## Història
El vicariat apostòlic de Sibèria va ser erigit l'1 de desembre de 1921, prenent el territori de l'arquebisbat de Mahiliou. En origen, comprenia les regions de Vladivostok, Irkutsk, Omsk, Tomsk i Taixkent.
El 2 de febrer de 1923, en virtut de la butlla Semper Romani del papa Pius XI el vicariat apostòlic va ser elevat a diòcesi i assumí el nom de diòcesi de Vladivostok.
El 28 de maig de 1931 cedí una porció del seu territori a benefici de l'erecció de l'administració apostòlica de Harbin.
El 13 d'abril de 1991 el territori de la diòcesi quedà inclòs a l'administració apostòlica de la Rússia europea (avui diòcesi de la Transfiguració a Novossibirsk), suprimint de facto la diòcesi.

## Cronologia episcopal
- Karol Slivovsky † (2 de febrer de 1923 - 6 de gener de 1933 mort)
  - Sede vacante (1933-1991)